# Забіяка Лідія Павлівна
Лідія Павлівна Забіяка (нар. 29 травня 1945, село Іржавець Ічнянського району Чернігівської області) — українська радянська діячка, новатор сільськогосподарського виробництва, доярка колгоспу імені Жовтневої революції Ічнянського району Чернігівської області. Депутат Верховної Ради УРСР 8-го скликання.

## Біографія
Народилася у селянській родині. Рано втратила матір. Закінчила вісім класів сільської школи, навчалася у вечірній школі. Член ВЛКСМ.
З 1959 року — колгоспниця, доярка колгоспу імені Жовтневої революції села Іржавець Ічнянського району Чернігівської області. Досягала високих надоїв молока у корів, запровадила механізоване доїння корів.
Потім — на пенсії у селі Іржавець Ічнянського району Чернігівської області

## Нагороди
- ордени
- медалі